# Primer Gobierno de Stalin
El Primer Gobierno de Stalin fue el gabinete de la Unión Soviética establecido el 7 de mayo de 1941 con Iósif Stalin como jefe de Gobierno, desempeñándose como presidente del Consejo de Comisarios del Pueblo. Fue el gabinete gobernante de la URSS durante la Gran Guerra Patria.  
Finalizó el 15 de marzo de 1946, cuando la Constitución realizó ciertos cambios, y el Consejo de Comisarios del Pueblo fue reemplazado por el Consejo de Ministros.

## Composición[1]
| Comisario del Pueblo                      | Titular                         | Partido |
| ----------------------------------------- | ------------------------------- | ------- |
| Presidente                                | Iósif Stalin                    | PCU (b) |
| Primer Vicepresidente                     | Viacheslav Mólotov              | PCU (b) |
| Vicepresidentes                           | Viacheslav Mólotov              | PCU (b) |
| Vicepresidentes                           | Anastás Mikoyán                 | PCU (b) |
| Vicepresidentes                           | Lázar Kaganóvich                | PCU (b) |
| Vicepresidentes                           | Nikolái Voznesenski             | PCU (b) |
| Vicepresidentes                           | Andréi Vyshinski                | PCU (b) |
| Vicepresidentes                           | Rosalia Zemlyachka              | PCU (b) |
| Vicepresidentes                           | Alekséi Kosyguin                | PCU (b) |
| Vicepresidentes                           | Mijaíl Pervujin                 | PCU (b) |
| Vicepresidentes                           | Lavrenti Beria                  | PCU (b) |
| Vicepresidentes                           | Máksim Saburov                  | PCU (b) |
| Administrador de Asuntos                  | Máksim Saburov                  | PCU (b) |
| Administrador de Asuntos                  | Nikolái Voznesenski             | PCU (b) |
| Asuntos Exteriores                        | Viacheslav Mólotov              | PCU (b) |
| Agricultura                               | Iván Benedíktov (1941-1943)     | PCU (b) |
| Agricultura                               | Andréi Andréiev (1943-1946)     | PCU (b) |
| Armamento                                 | Boris Vannikov (1941)           | PCU (b) |
| Armamento                                 | Dmitri Ustínov (1941-1953)      | PCU (b) |
| Municiones                                | Piótr Goremykin (1941-1942)     | PCU (b) |
| Municiones                                | Boris Vannikov (1942-1947)      | PCU (b) |
| Industria de Tanques                      | Viatsheslav Malyshev            | PCU (b) |
| Armas de Mortero                          | Piótr Parshin                   | PCU (b) |
| Industria Aeronáutica                     | Alekséi Shajurin                | PCU (b) |
| Industria de Materiales de Construcción   | Leonid Sosnin (1941-1944)       | PCU (b) |
| Industria de Materiales de Construcción   | Lázar Kaganóvich (1944-1946)    | PCU (b) |
| Industria Química                         | Mijaíl Denisov (1941-1942)      | PCU (b) |
| Industria Química                         | Mijaíl Pervujin (1942-1946)     | PCU (b) |
| Industria de Carbón                       | Vasili Vajrushev                | PCU (b) |
| Comercio                                  | Aleksándr Liubímov              | PCU (b) |
| Ferrocarriles                             | Andréi Jrulev (1941)            | PCU (b) |
| Ferrocarriles                             | Lázar Kaganóvich (1941-1944)    | PCU (b) |
| Ferrocarriles                             | Iván Kovalev (1944-1946)        | PCU (b) |
| Construcción                              | Semión Ginzburg                 | PCU (b) |
| Defensa                                   | Semión Timoshenko (1941)        | PCU (b) |
| Defensa                                   | Iósif Stalin (1941-1947)        | PCU (b) |
| Industria Electrotécnica                  | Iván Kabanov                    | PCU (b) |
| Metalurgia Ferrosa                        | Iván Tevosián                   | PCU (b) |
| Finanzas                                  | Arseni Zvérev                   | PCU (b) |
| Industria Pesquera                        | Aleksándr Ishkov                | PCU (b) |
| Industria Alimentaria                     | Dmitri Pávlov                   | PCU (b) |
| Comercio Exterior                         | Anastás Mikoyán                 | PCU (b) |
| Salud                                     | Gueorgui Miterev                | PCU (b) |
| Maquinaria Pesada de Construcción         | Aleksándr Efremov (1941)        | PCU (b) |
| Maquinaria Pesada de Construcción         | Nikolái Kazakov (1941-1945)     | PCU (b) |
| Asuntos Internos                          | Lavrenti Beria                  | PCU (b) |
| Justicia                                  | Nikolái Ryshkov                 | PCU (b) |
| Industria Ligera                          | Serguéi Lukin                   | PCU (b) |
| Maquinaria de Construcción                | Piótr Parshin                   | PCU (b) |
| Maquinaria de Construcción Mediana        | Stepán Akopov                   | PCU (b) |
| Industria Cárnica y Láctea                | Pável Smirnov                   | PCU (b) |
| Marina Mercante Fluvial                   | Zosima Shashkov                 | PCU (b) |
| Marina Mercante Marítima                  | Semión Dukelski (1941-1942)     | PCU (b) |
| Marina Mercante Marítima                  | Piotr Shirshov (1942-1946)      | PCU (b) |
| Armada                                    | Nikolái Kuznetsov               | PCU (b) |
| Metalurgia No Ferrosa                     | Piótr Lomako                    | PCU (b) |
| Industria Petrolífera                     | Iván Sedin (1941-1944)          | PCU (b) |
| Industria Petrolífera                     | Nikolái Baibakov (1944-1946)    | PCU (b) |
| Correos y Telecomunicaciones              | Iván Peresypkin                 | PCU (b) |
| Centrales Eléctricas                      | Andréi Letkov (1941-1942)       | PCU (b) |
| Centrales Eléctricas                      | Dmitri Zhimerin (1942-1946)     | PCU (b) |
| Adquisición de Productos Agrícolas        | Vladímir Donskói (1941)         | PCU (b) |
| Adquisición de Productos Agrícolas        | Klavdi Subbotin (1941-1946)     | PCU (b) |
| Industria Cauchera                        | Tíjon Mitrojin                  | PCU (b) |
| Industria de Construcción Naval           | Iván Nosenko                    | PCU (b) |
| Sovjoses Cerealísticos y Ganaderos        | Pável Lobánov (1941-1945)       | PCU (b) |
| Industria de Cultivos (1945-1946)         | Nikolái Skvortsov               | PCU (b) |
| Industria Textil                          | Iliá Akímov (1941-1945)         | PCU (b) |
| Industria Textil                          | Iván Sedin (1945-1946)          | PCU (b) |
| Industria Forestal                        | Fiódor Serguéyev (1941-1942)    | PCU (b) |
| Industria Forestal                        | Mijaíl Saltykov (1942-1946)     | PCU (b) |
| Papel y Celulosa                          | Nikolái Chebotariov (1941-1944) | PCU (b) |
| Papel y Celulosa                          | Gueorgui Orlov (1944-1946)      | PCU (b) |
| Control Estatal                           | Lev Mejlis                      | PCU (b) |
| Seguridad del Estado                      | Vsévolod Merkúlov               | PCU (b) |
| Ingeniería Agrícola                       | Boris Vannikov (1946)           | PCU (b) |
| Industria Automotriz                      | Stepán Akopov (1946)            | PCU (b) |
| Construcción de Carreteras                | Konstantín Sokolov (1946)       | PCU (b) |
| Construcción de Plantas Industriales      | Semión Ginzburg (1946)          | PCU (b) |
| Construcción de Industria de Combustibles | Nikolái Zademidko (1946)        | PCU (b) |
| Construcción de Industria Pesada          | Pável Yudin (1946)              | PCU (b) |
| Herramientas-Máquinas de Construcción     | Aleksándr Yéfremov              | PCU (b) |
| Ingeniería de Transporte                  | Viacheslav Malyshev (1945-1946) | PCU (b) |
| Comité Estatal de Planificación           | Máksim Sabúrov (1941-1941)      | PCU (b) |
| Comité Estatal de Planificación           | Nikolái Voznesenski (1942-1946) | PCU (b) |